# Wyndham Soleil Đà Nẵng
Wyndham Soleil Đà Nẵng là khu tổ hợp bao gồm 1 khách sạn và 3 tòa căn hộ khách sạn Condotel đang được xây dựng tại số 02 đường Phạm Văn Đồng, quận Sơn Trà, Đà Nẵng, được đầu tư bởi tập đoàn PPC An Thịnh Việt Nam và vận hành bởi tập đoàn Wyndham Hotel Group (Hoa Kỳ). Khi hoàn thành Wyndham Soleil Đà Nẵng sẽ trở thành tòa nhà cao nhất miền trung .

## Xây dựng

Wyndham Soleil Danang D vào tháng 9/2018

Dự án được khởi công xây dựng vào tháng 3/2016 với tòa nhà đầu tiên được xây dựng là Wyndham Soleil Đà Nẵng D cao 180m với 50 tầng, tòa nhà đã cất nóc vào ngày 21/4/2018 và dự kiến sẽ hoàn thành đầu năm 2021. Hiện tại, khối tháp A1 cũng đang được xây dựng tới tầng 28 và Tháp A2 đang tiến hành làm sàn tầng 5 (tiến độ ngày 10/5/2020)

## Mô tả
Lấy ý tưởng từ những rặn san hô tuyệt đẹp tại bán đảo Sơn Trà, toạ lạc tại vị trí trung tâm của thành phố đáng sống nhất Việt Nam, Wyndham Soleil Đà Nẵng là một trong những khu tổ hợp khách sạn – condotel cao cấp phát triển mạnh mẽ nhất miền Trung nói riêng và Việt Nam nói chung. Dự án nằm ngay vị trí giao thông quan trọng, giữa giao lộ Phạm Văn Đồng và Võ Nguyên Giáp, cách Bãi biển Mỹ Khê 20m, đồng thời nằm đối diện với công viên biển Đông, nơi diễn ra các sự kiện quan trọng của thành phố.. Wyndham Soleil Đà Nẵng bao gồm 4 toà tháp: 1 toà khách sạn và 3 tòa căn hộ cao từ 50 – 57 tầng, được xây dựng theo tiêu chuẩn quốc tế. Khu phức hợp tạo nên một rạn san hô vĩnh cửu mang ý nghĩa là Ánh Dương lộng lẫy, mặt trời rực rỡ, soi sáng Biển Đông. Dự án là tổ hợp đầu tiên tại Đà Nẵng có bể bơi vô cực và những cây cầu nối trên không với thiết kế thông minh bởi đơn vị thiết kế hàng đầu thế giới Aedas đến từ Anh quốc. Wyndham Soleil Đà Nẵng là tuyệt tác được kết hợp từ những tinh hoa trên toàn thế giới với sự tham gia của các tập đoàn lớn và uy tín hàng đầu như được quản lý & vận hành bởi Wyndham Hotel Group, tư vấn, giám sát và quản lý dự án bởi Artelia
Khu phức hợp còn có các tiện ích như khu vực spa, phòng tập gym, quán cà phê, nhà hàng, trung tâm thương mại… Ngoài ra, còn có 4 bể bơi trên tầng mái của 4 tòa nhà.